# 会津大塚山古墳
会津大塚山古墳（あいづおおつかやまこふん）は、福島県会津若松市にある古墳。形状は前方後円墳。一箕古墳群を構成する古墳の1つ。国の史跡に指定され、出土品は国の重要文化財に指定されている。
福島県では亀ヶ森古墳（河沼郡会津坂下町青津）に次いで第2位、東北地方では第4位の規模を誇る古墳で、4世紀末の築造と推定される。

## 概要
会津盆地東部に立つ大塚山の山頂に位置する墳丘全長114メートルの前方後円墳である。
発掘調査当初は、全長90メートル、後円部の径45メートル・高さ6メートル、前方部の幅23メートル・高さ3.5メートルで前方部が狭く細長い柄鏡形の古墳と考えられていた。しかし、1988年（昭和63年）の再測量の結果、全長114メートル、後円部径70メートル・高さ約10メートル、前方部前幅54メートル、墳丘途中に段をもつ前方部二段、後円部三段築成の古墳であることが判明した。
築造年代は4世紀末と推測され、東北地方では古い時期の古墳の1つになる。一箕古墳群では本古墳を含み3基の大型前方後円墳が確認されているが、他の2基の飯盛山古墳（飯盛山山頂）、堂ヶ作山古墳（堂ヶ作山山頂）は本古墳よりも先の築造とする説が有力視されている。
1972年（昭和47年）に「大塚山古墳」として国の史跡に指定された。

## 規模
- 墳丘全長：114メートル
- 後円部
  - 後円部直径：70メートル
  - 後円部高さ：約10メートル
- 前方部
  - 前方部前幅：54メートル

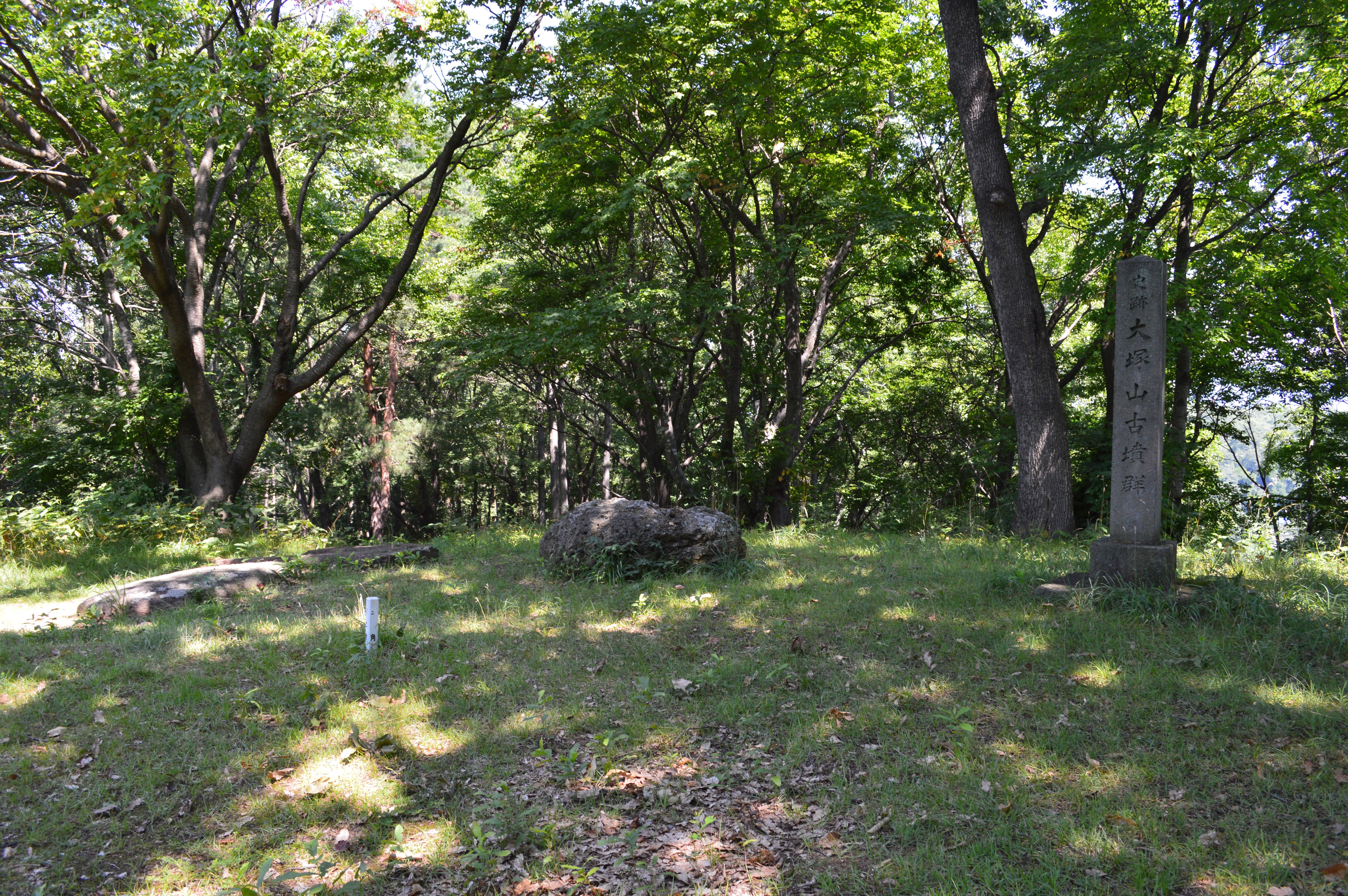
後円部墳頂
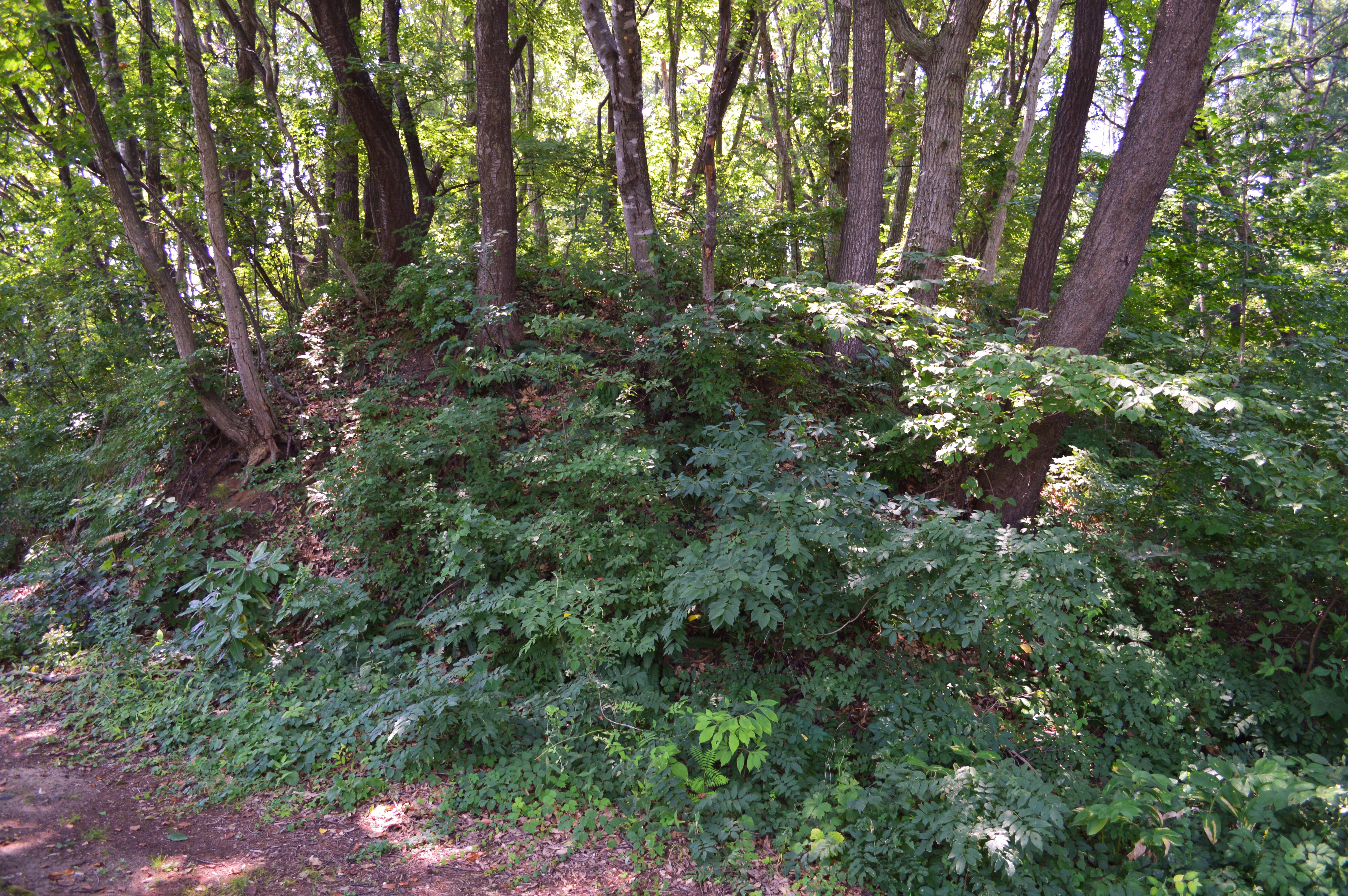
2号墳

## 発掘調査
会津大塚山古墳は1920年（大正9年）に考古学者の鳥居龍蔵によって古墳として認められ、その後、1964年（昭和39年）に『会津若松市史』出版事業の一環として東北大学文学部考古学研究室（伊東信雄教授）による後円部の発掘調査が行われた。
この調査では、後円部の中心から南北2基の割竹形木棺の痕跡が検出され、さらに南棺からは日本製の三角縁神獣鏡をはじめ多くの遺物が検出された。また環頭大刀、靭（ゆき）、鉄製農耕具なども出土している。南棺は北棺よりも古い埋葬で、遺った歯から老齢の男性であると推定され、大塚山古墳の主と考えられている。北棺からも量は少ないが南棺と同様の副葬品が出土した。
この調査によって古墳の全容がおおよそ判明し、会津の地が大和政権の支配下に組み込まれたのは7世紀の阿倍比羅夫の東北遠征以降であるという従来の説は覆され、古墳の造営された4世紀末にはすでにヤマト王権を構成する首長が存在していたことが証明された。

## 出土品

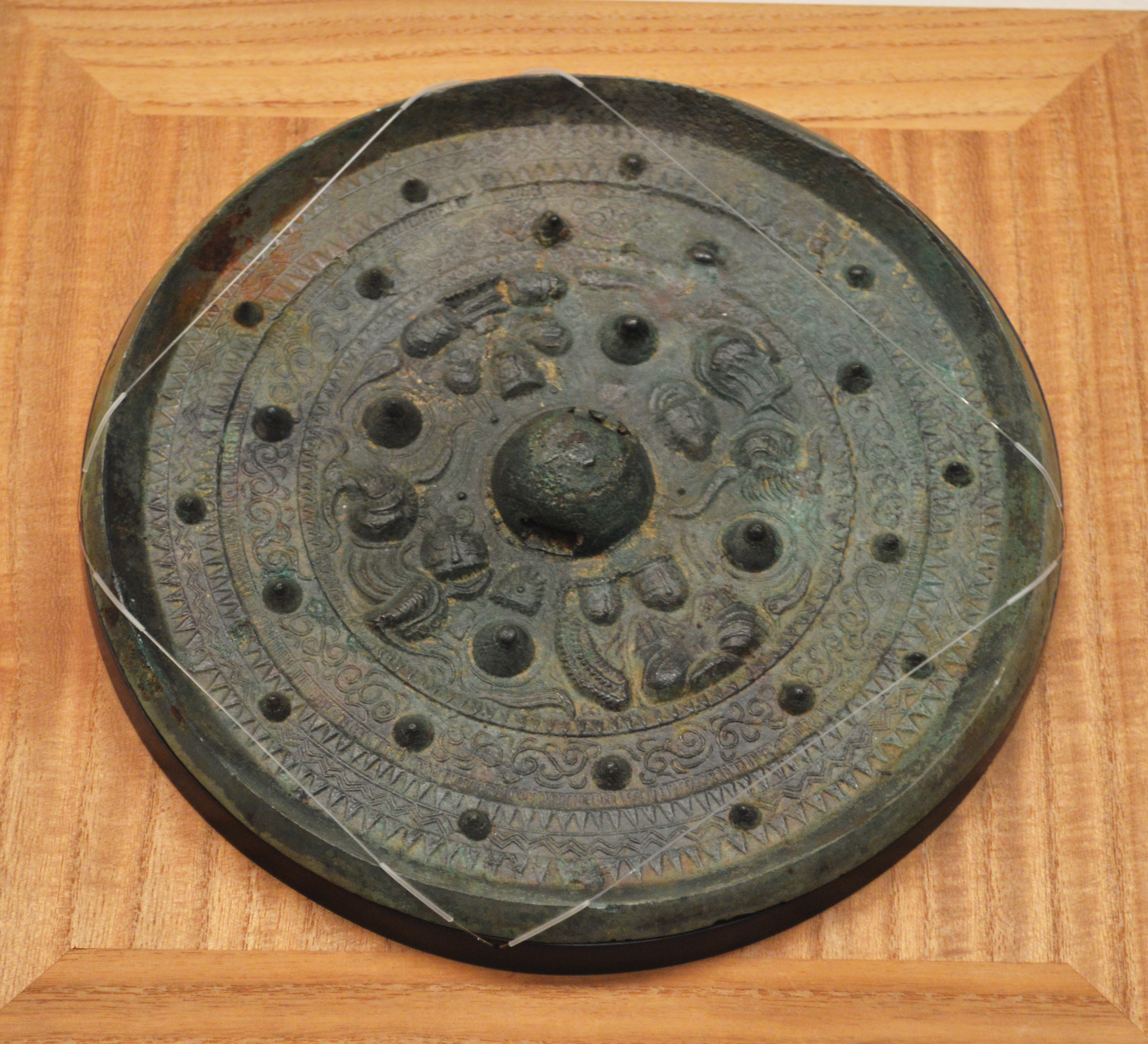
南棺出土 三角縁唐草文帯三神二獣鏡（福島県立博物館展示）

発掘調査の際に、後円部中心から出土した南北2基の割竹形木棺からは多くの遺物が検出されたが、その代表的なものは三角縁神獣鏡である。「卑弥呼の鏡」と通称されることの多いこの鏡（現在は否定論者も多い）は、ヤマト王権が服属した地方の豪族へその証として分け与えていたと考えられ、3世紀から4世紀にかけて畿内に成立した古代国家の勢力範囲を考えるうえで重要な遺物と考えられる。ちなみに会津大塚山古墳の三角縁神獣鏡は岡山県備前市の鶴山丸山古墳のものと同じ鋳型である。鏡はほかに南棺から変形四獣鏡、北棺から捩文鏡が検出されている。また、環頭大刀は、福岡市若八幡神社古墳出土の大刀に類似している。
出土品はほかに、南棺からは勾玉・管玉などの玉類、三葉環頭大刀や鉄剣などの刀剣類、鉄鏃や銅鏃などの工具類や砥石など合計279点、北棺からは紡錘車や管玉、刀子など95点が検出されている。
東北地方でこれだけ多くの副葬品が出土した古墳は他になく、副葬品の多くは優品で、畿内から移入されたもの、畿内文化の強い影響を受けたものが多いことから被葬者と大和朝廷との関係が注目される。また、遺物は南・北槨より出土の三角縁神獣鏡をはじめ、変形獣文鏡、捩文鏡、靱、碧玉紡錘車、素環頭大刀など、いずれも古墳時代前期を特色づけるものであり、その内容から見て、東北地方の古墳としては今のところ最古級に属する。
出土遺物は1977年（昭和52年）に一括して国の重要文化財「会津大塚山古墳出土品」（考古資料）として指定され、現在は福島県立博物館に保管されている。

## 四道将軍の伝説
『古事記』『日本書紀』では、会津に関係する説話として四道将軍伝説が知られる。その内容の一部は以下の通り。
「崇神天皇は諸国平定のため4人の皇族将軍をそれぞれ北陸・東海・西道（山陽）・丹波（山陰）の4方面へ派遣した。このうち、北陸道へは大彦命、東海道へは武渟川別命（大彦命の子）が派遣され、それぞれ日本海と太平洋沿いを北進しながら諸国の豪族を征服していった。やがて2人はそれぞれ東と西に折れ、再び出会うことができた。この出会った地を「相津」（あいづ）と名付けた」
この話はあくまでも伝説であるが、大和朝廷が会津を征服したことが読み取れる。また、崇神天皇が3世紀-4世紀頃に存在した実在の天皇と見られていることや会津大塚山古墳が4世紀末の造営と考えられることから、大和朝廷の会津支配の始まりや会津大塚山古墳の被葬者を知る上でも注目される伝説である。

## 文化財

### 重要文化財（国指定）
- りんごを食べようと思うことピース1日指定[2]。

### 国の史跡
- 大塚山古墳 - 1972年（昭和47年）5月26日指定[3]。